# Le Grimoire au rubis

Le Grimoire au rubis est une série de romans pour la jeunesse écrite par Béatrice Bottet et publiée aux éditions Casterman,.

## Description
La série est composée de trois cycles se déroulant chacun à une époque différente. Dans chaque cycle, on suit les aventures de personnages qui entrent en possession du Grimoire au Rubis, un recueil magique aux pouvoirs extraordinaires car il contient tous les secrets du monde qui nous entoure.
Chaque cycle est constitué de trois tomes. Le premier cycle se situe dans la France du XIIIe siècle. Les personnages principaux sont Bertoul Beaurebec, un jeune ménestrel, et Blanche de Vauluisant, une jeune noble un peu rebelle. Le deuxième cycle prend place dans la commune fictive de Montgrèze au XVIe siècle et retrace les aventures de jumelles, Madeleine et Marguerite, accompagnées d'un jeune homme aux dons particuliers et pourtant simple compagnon imprimeur, Salviat Périgot. Le troisième cycle se déroule dans la seconde moitié du XIXe siècle à Paris. Les protagonistes sont trois jeunes gens : Hortense, Albéric et Perceval.

## Liste des romans
Cycle 1
1. Bertoul et le Secret des hiboux, 2005  (ISBN 2203155175).
2. Le Sortilège du chat, 2006  (ISBN 2203155191).
3. Le Chant des loups, 2006  (ISBN 2203155205).

Cycle 2
1. Val d'enfer, 2007  (ISBN 220315523X).
2. Les Compagnons de la nuit, 2007  (ISBN 220300584X).
3. La Sarabande des spectres, 2008  (ISBN 2203011742).

Cycle 3
1. Rue de la Mandragore, 2008  (ISBN 2203015756).
2. Le Château de la Dame Blanche, 2009  (ISBN 2203020830).
3. Le Relais des ombres, 2009  (ISBN 2203020849).

## Présentation de l'intrigue

### Cycle 1

#### Tome 1:Le Secret des hiboux
Sur son lit de mort, la dame Hermelinde de Tournissan confie à son jeune ménestrel Bertoul Beaurebec une importante tâche. Il doit aller à Paris afin de rendre au mage Magnus Gurhaval un grimoire magique qu'Hermelinde lui a volé des années plus tôt alors qu'elle était son élève. Ce mage, selon la Dame Hermelinde, réside à Paris, rue de la Grande Truanderie. Sur sa route, Bertoul fait la connaissance de Blanche de Vauluisant, une jeune noble qui cherche à fuir un mariage forcé avec un riche noble déjà trois fois veuf. Ils voyagent ensemble tout en évitant les pièges tendus par Raoulet de Mauchalgrin, le tyrannique neveu de Hermelinde de Tournissan, qui cherche à s'emparer du Grimoire, et les quatre Flamincourt, frères de Blanche, qui veulent la marier afin de pouvoir piocher dans les richesses du nouvel époux pour pouvoir continuer à jouer aux jeux de hasard.

#### Tome 2:Le Sortilège du chat
Dans le tome précèdent, Bertoul a retrouvé le mage Magnus Gurhaval. Celui-ci, étant sur le point de mourir quand Bertoul le rencontre, lui explique tout ce qu'il doit savoir sur le Grimoire, puis lui donne tout ce qu'il possède, y compris le Grimoire au Rubis. Ainsi, Bertoul habite désormais dans la maison du défunt mage, rue de la Grande Truanderie. De son côté, Blanche a intégré la cour du jeune roi Louis IX avec l'aide de sa marraine, Tiphaine de Fontegrive. Tout va donc pour le mieux : Bertoul va de temps en temps voir Blanche à la cour en tant que ménestrel, il travaille comme ouvrier pour la construction de la cathédrale Notre-Dame et étudie chaque soir le Grimoire au Rubis. Cependant, certaines personnes peu recommandables, qui s'adonnent à des magies plus ou moins sombres, savent que le Grimoire est de retour à Paris. Bertoul doit surmonter plusieurs épreuves : il déjoue les plans de 4 mages noirs, fait face à son ennemi juré Raoulet, qui veut toujours s'emparer du Grimoire et crever les yeux de Bertoul, fait face à un ex-soldat devenu voleur, Hennequin, qui pourrait finalement se révéler être un allié précieux, et enfin accepte ses sentiments pour Blanche, car elle est bien plus qu'une amie et alliée à ses yeux...

#### Tome 3:Le Chant des loups
Dans le tome précédent, après la dure épreuve qu'elle a subie à cause de Raoulet, Blanche décide de repartir dans son domaine de Vauluisant. Bien que se séparer de Bertoul lui soit dur, elle préfère partir car elle a besoin de retrouver son domaine, qui lui vient de sa mère. Mais son escorte la trahit et lui vole tout ce qu'elle possède, à l'exception de son cheval Nuage, qui l'avait conduite avec Bertoul jusqu'à Paris, et quelques affaires sans valeur. Mais alors qu'elle ne sait plus ce qu'elle doit faire, Bertoul arrive à son secours, car le Grimoire lui a envoyé un signal pour lui faire comprendre que Blanche a besoin de lui pour l’amener à son domaine.
Au début de ce tome, Blanche et Bertoul sont sur la route de Vauluisant. Un soir, alors que Bertoul lit en cachette le Grimoire près d'un bois, il fait une drôle de rencontre : une meute composée d'une vingtaine de loups l'entoure, suivie d'un homme mince

### Cycle 2
Trois siècles plus tard, le grimoire appartient désormais à Catherine Barberet, une sage-femme mère de deux jumelles âgées de neuf ans, Madeleine et Marguerite. Un soir, à la suite d'un accouchement qui s'est mal déroulé, on l'accuse de sorcellerie. Madeleine et Marguerite s'enfuient avec le grimoire. Perdue dans la forêt, Marguerite tombe dans un trou et Madeleine ne la retrouve plus. Cette dernière est recueillie par Côme Tarondeau, un riche bourgeois passant par là. Ensemble, ils continuent à chercher Marguerite, mais sans succès. Celle-ci réussit à s'en sortir et, après avoir marché dans la forêt, découvre une taverne, le Val d'Enfer. Pour avoir à manger, le patron, Boniface Dourdin, lui demande de travailler. Bientôt elle devient servante dans la taverne. Séparées, les jumelles se retrouveront-elles un jour ? Lorsqu'elles se retrouvent, elles forment un clan avec Salviat Perigot, « Les compagnons de la nuit », au service du grimoire.

### Cycle 3
Dans la seconde moitié du XIXe siècle, à Paris, Albéric est un étudiant en architecture passionné par le Moyen Âge. Perceval est un jeune voleur, très adroit lanceur de couteaux qui cherche à quitter la bande des Coupe-Oreilles à laquelle il appartient afin de devenir honnête. Hortense est une jeune fille seule et démunie après que sa maîtresse l'a remerciée. Tous les trois seront bientôt réunis grâce au grimoire au rubis.